# Asediul orașului Kobani
Asediul Kobaniului a început la 16 septembrie 2014 când militanți ISIS au atacat regiunea și orașul Kobani din Siria (oraș cunoscut și ca Ayn al-Arab).
La 2 octombrie 2014, ISIS a reușit să cucerească 350 de localități din regiunea Kobani, lucru care a dus la un val de refugiați de 200.000 oameni, cei mai mulți kurzi, aceștia trecând granița turco-siriană și stabilindu-se în Provincia Șanlıurfa din Turcia.

## Cronologie
Ca o consecință a războiului civil sirian, orașul a intrat sub controlul Unităților kurde de Apărare a Poporului (YPG - care au legături cu PKK) în 2012. În 2014, a fost declarat ca fiind centrul administrativ al Cantonului Siriano-Kurd Kobani. În prezent, Kobani se află în mijlocul războiului civil sirian, aici având loc un asediu continuu fiind date lupte grele între kurzii sirieni și Statul Islamic în Irak și Levant. ISIS ar controla deja, la 10 octombrie 2014, peste 40% din orașul Kobani, iar cartierul general de comandă al luptătorilor kurzi ar fi fost capturat. Unități ale armatei turce se află în expectativă ocupând poziții strategice pe dealurile din apropiere, scopul formal al acestora fiind cel blocării accesului jihadiștilor către teritoriul turc. Militarii turci blochează de fapt accesul kurzilor din Turcia care încearcă să ajungă la Kobani pentru a-și ajuta conaționalii.
La 18 octombrie 2014, militanții ISIS au început să se retragă din Kobani, deși generalul Lloyd Austin declară că „este foarte posibil ca Kobane încă să cadă în mâna ISIS“.
La sfârșitul lunii noiembrie 2014 militanții ISIS au atacat Kobani din patru părți, inclusiv din Turcia, orașul fiind complet înconjurat. Turcia a negat că militanții și-ar fi organizat atacul pe teritoriul ei. Nawaf Khalil, purtător de cuvânt al Partidului Democrat Kurd din Siria, a afirmat că ISIS  „obișnuia să atace orașul din trei părți, acum atacându-l din patru“.